# Памятник неизвестному рабу
Памятник неизвестному рабу (фр. Le Marron Inconnu) — монумент, установленный в Порт-о-Пренс (Республика Гаити) в парке Марсово поле в память об отмене рабства на острове.
Открыт 22 сентября 1967 года в центре Порт-о-Пренса, расположенный напротив Национального дворца. Является наиболее знаковым изображением борьбы за свободу в стране.
Представляет собой бронзовую статую беглого раба, стоящего на коленях, с выгнутым телом, с вытянутой назад противоположной ногой, со сломанной цепью на левой щиколотке, прижимающий к губам левой рукой раковину, склонив голову вверх, в то время как в другой руке держит мачете. Ширина — 3,60 м, высота — 2,4 м.
Статуя считается символом освобождения чернокожих рабов, в частности, клич, который вызвал гаитянскую революцию (1791—1803) и отмену рабства.
В 1989 году Организация Объединенных Наций приняла статую как центральный знак на почтовых марках, посвященных статье 4 о Всеобщей декларации прав человека, которая гласит: «Никто не должен содержаться в рабстве или в подневольном состоянии; рабство и работорговля будут запрещены во всех их формах».

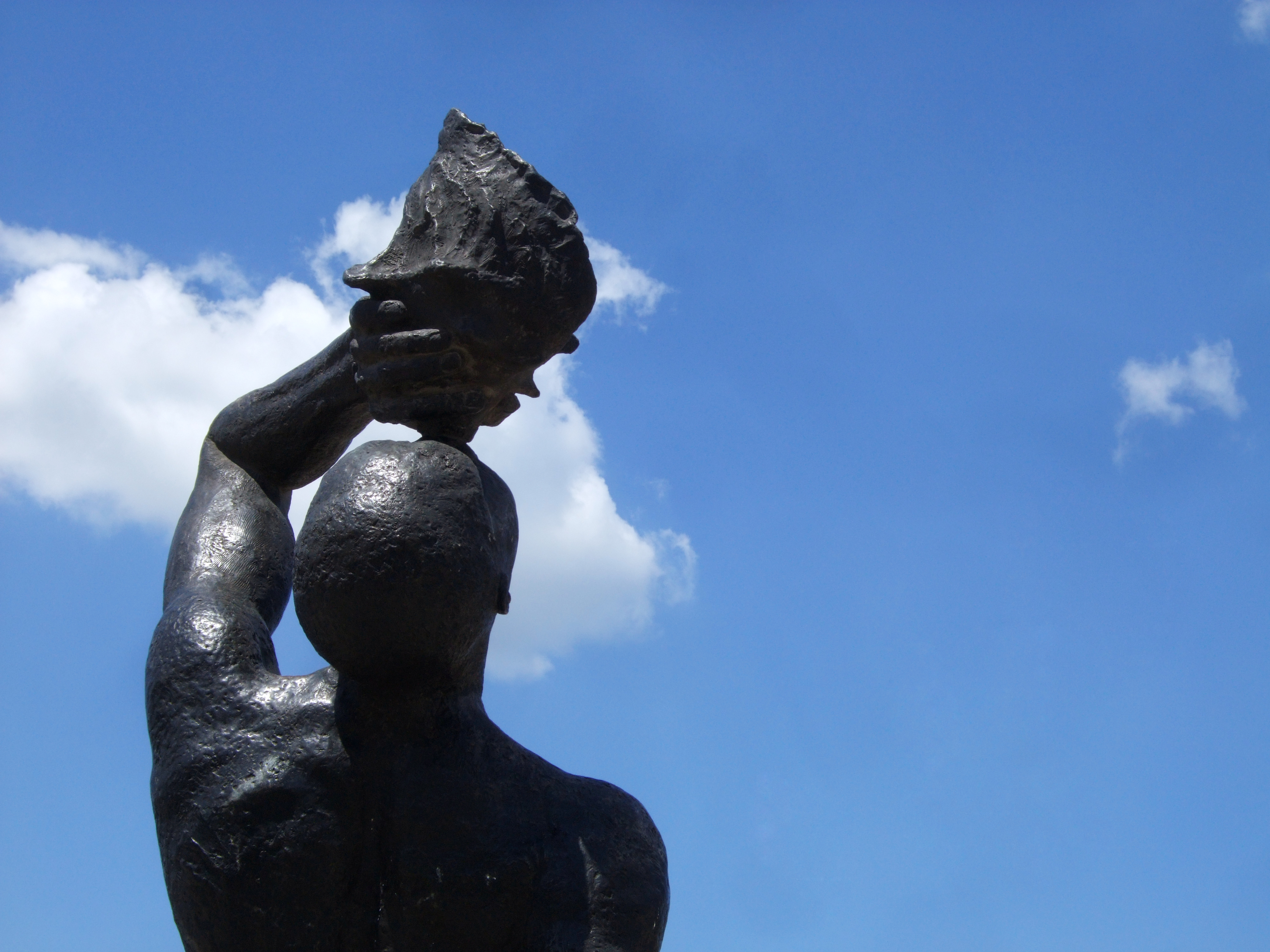
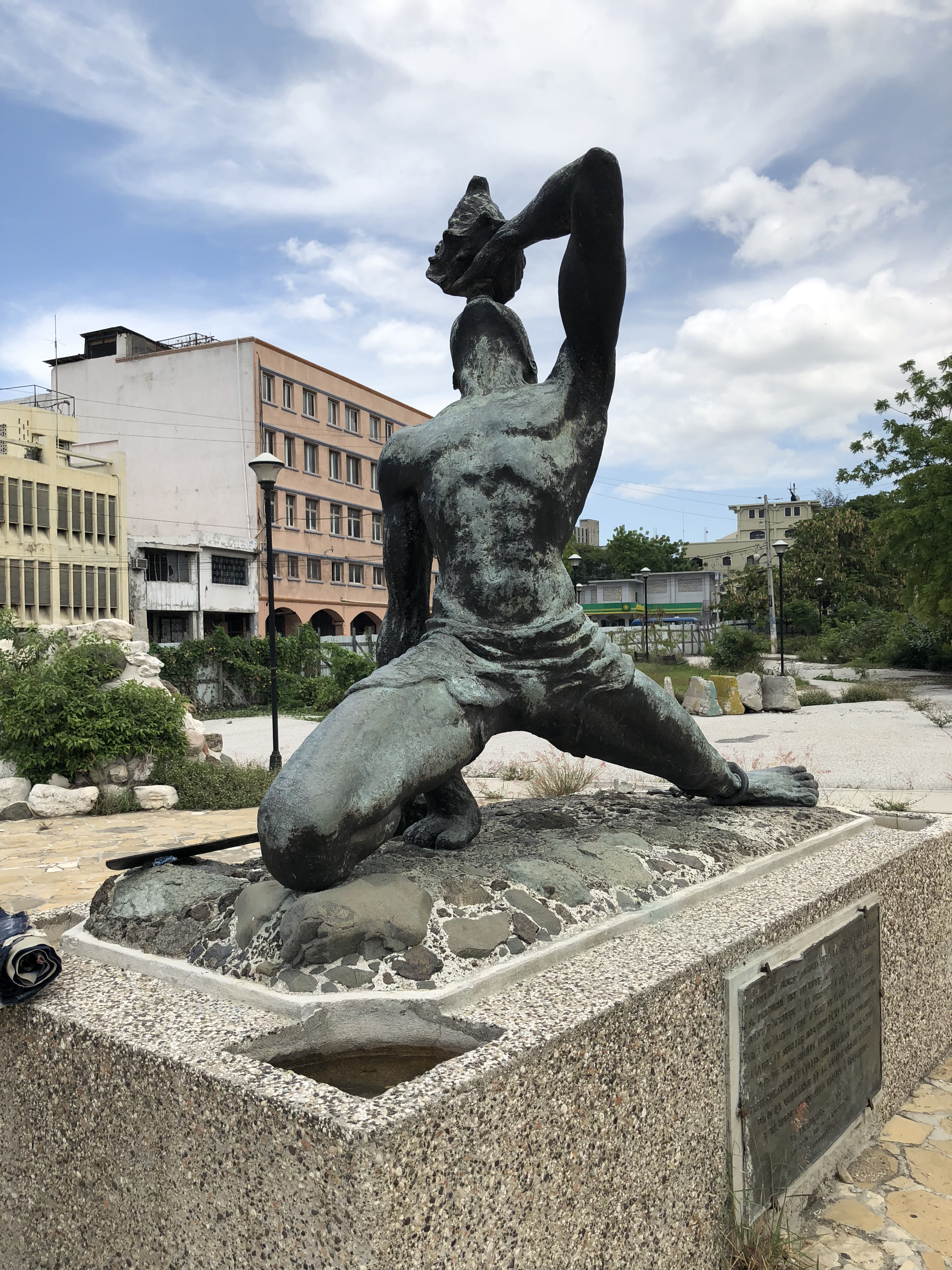
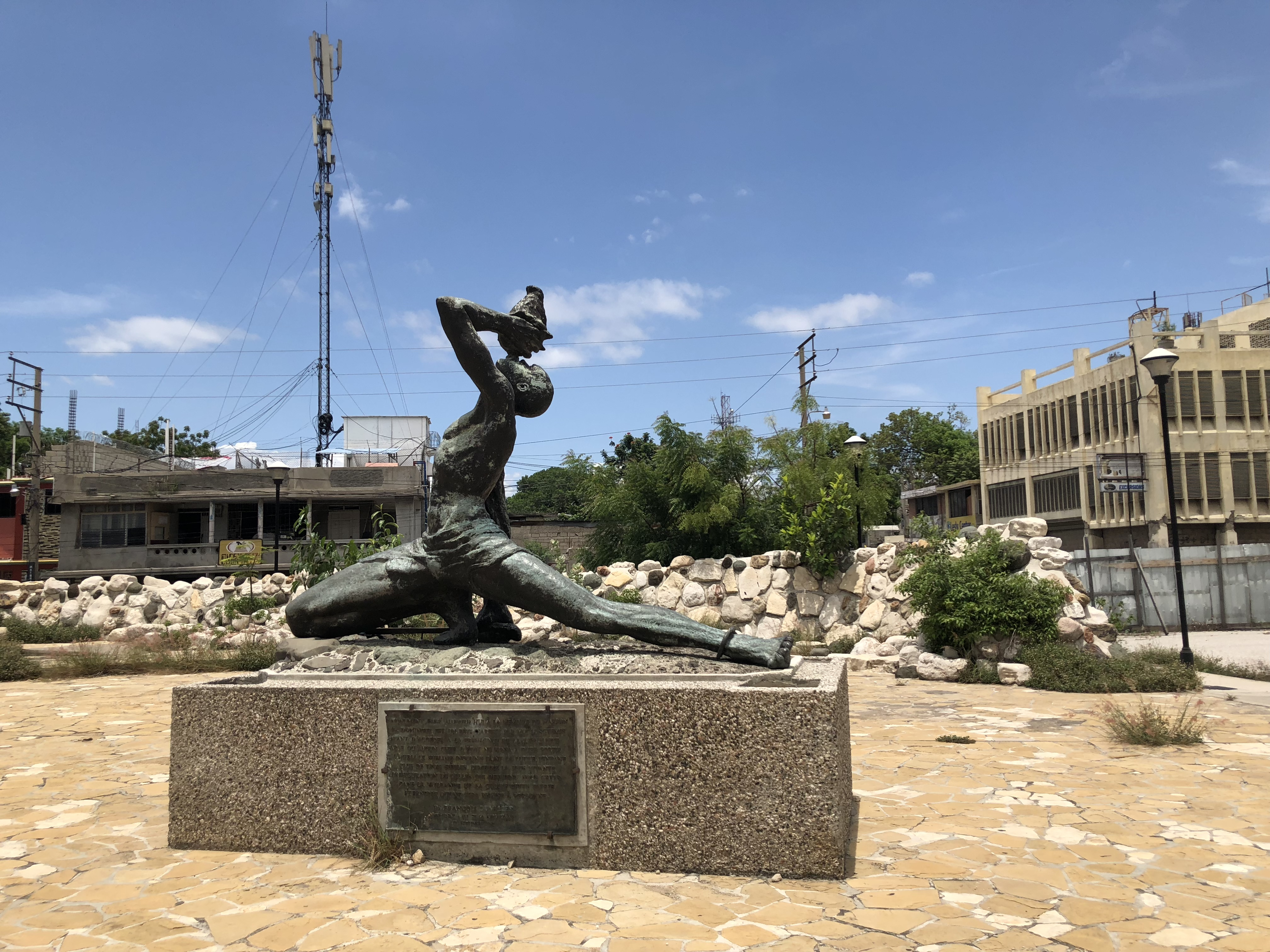
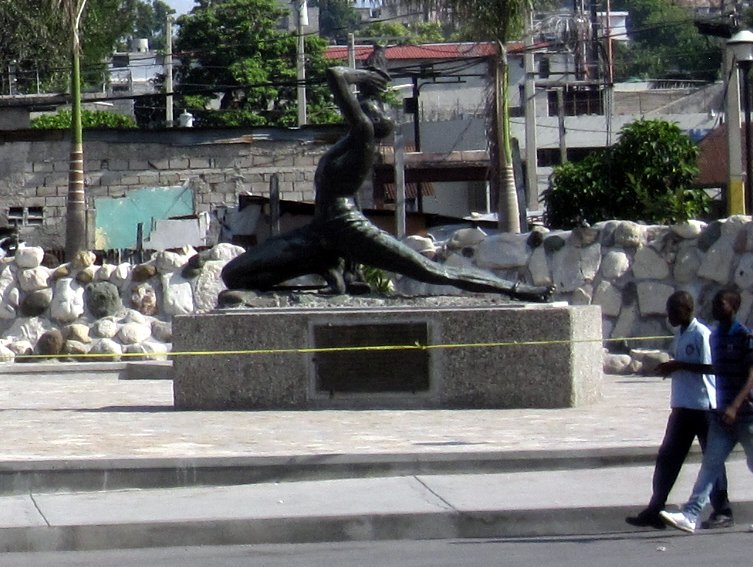